# Andselv

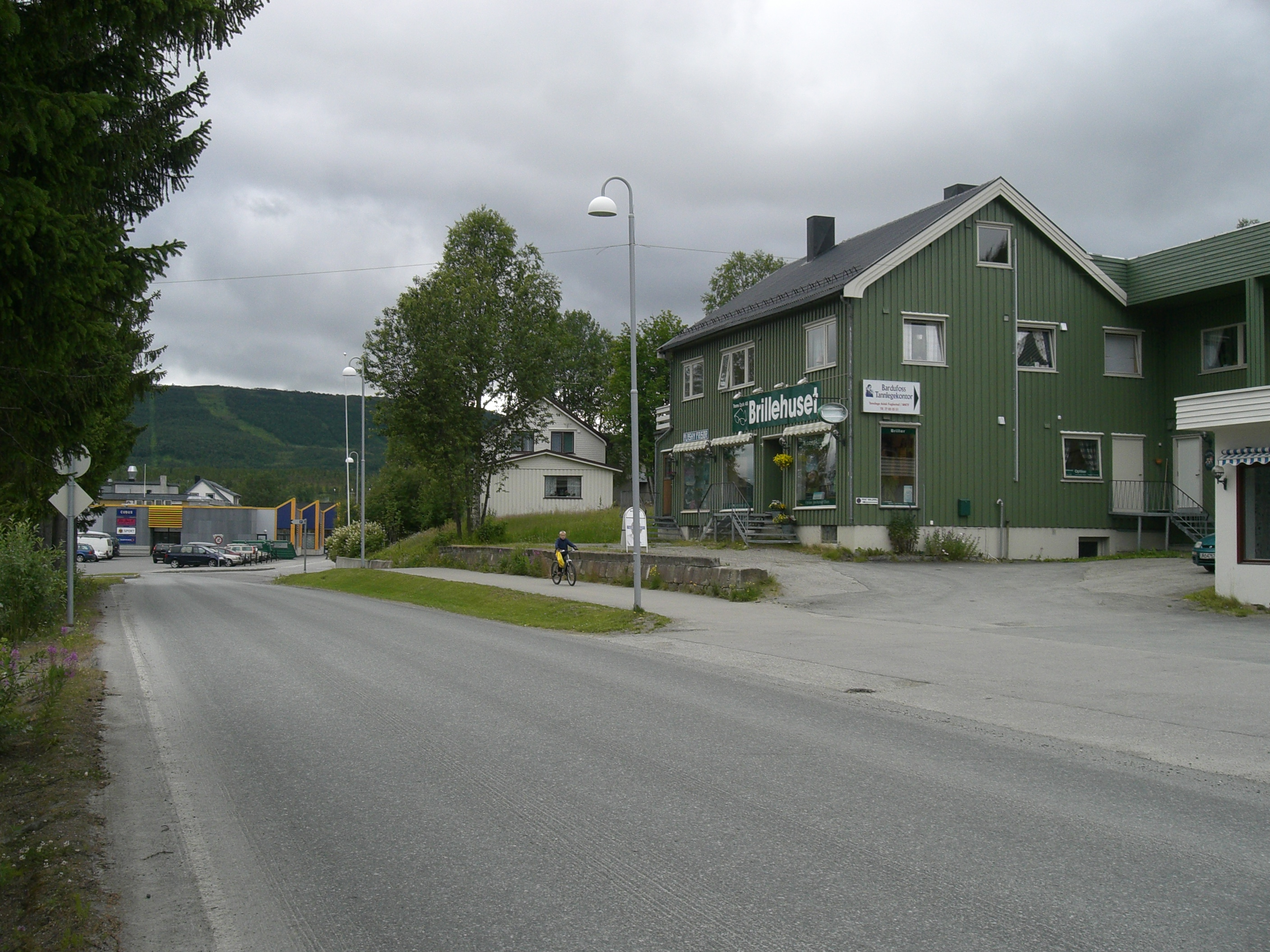
Fagerlidal in Andselv

Andselv ist ein am Fluss Andselva gelegener Ort im Bardufoss genannten Gebiet der Gemeinde Målselv in Troms in Norwegen. Der Ort hat 1214 Einwohner (Stand: 1. Januar 2024).
Andelv liegt auf einer Höhe von 75 m nördlich des Flughafens Bardufoss lufthavn an der E6 ungefähr 2 km nördlich des Dorfes Heggelia und 3,5 km südlich von Andslimoen. Die Postadresse ist „9325 Bardufoss“.